# Бихачско-Петровацкая епархия
Бихачско-Петровацкая епархия (серб. Епархија бихаћко-петровачка) — епархия Сербской православной церкви с центром в Босански-Петроваце.

## История
12 июля 1924 года Баня-Лукско-Бихачская епархия была разделена на Баня-Лукскую епархию и Бихачскую епархию, но 16 ноября 1931 года епархия вновь была присоедена к Баня-Лукской епархии.
Восстановлена 19 мая 1990 года решением Священного Архиерейского Собора Сербской Православной Церкви из частей части Баня-Лукской и Далматинской епархий.
Большой урон епархии нанесён в 1995 году в ходе операции хорватских войск «Буря», в результате которой уничтожено 26 и сильно повреждено 68 храмов, пострадало более 30 других церковных объектов. В Ливно был взорван склеп-памятник с останками жертв хорватских усташей во время Второй мировой войны. На начало 2000 года большинство священников епархии находилось в изгнании. Епископ Бихачско-Петровацкий Хризостом смог возвратился в свой кафедральный город лишь осенью 2002 года.

## Архиерейские наместничества
- Граховско-Дрварское
- Ключское
- Лиевлянско-Гламочское
- Петровачско-Бихачское
- Санско-Крупское
- Шиповское

## Епископы
- Вениамин (Таушанович) (23 мая 1926 — 29 октября 1928)
- Николай (Мрджя) (19 мая 1990 — 12 июля 1991) в/у, еп. Далматинский
- Хризостом (Евич) (12 июля 1991 — 1 июня 2013)
- Афанасий (Ракита) (1 июня 2013 — 24 мая 2017)
- Сергий (Каранович) (с 24 мая 2017)